# 水門寺 (曼谷)

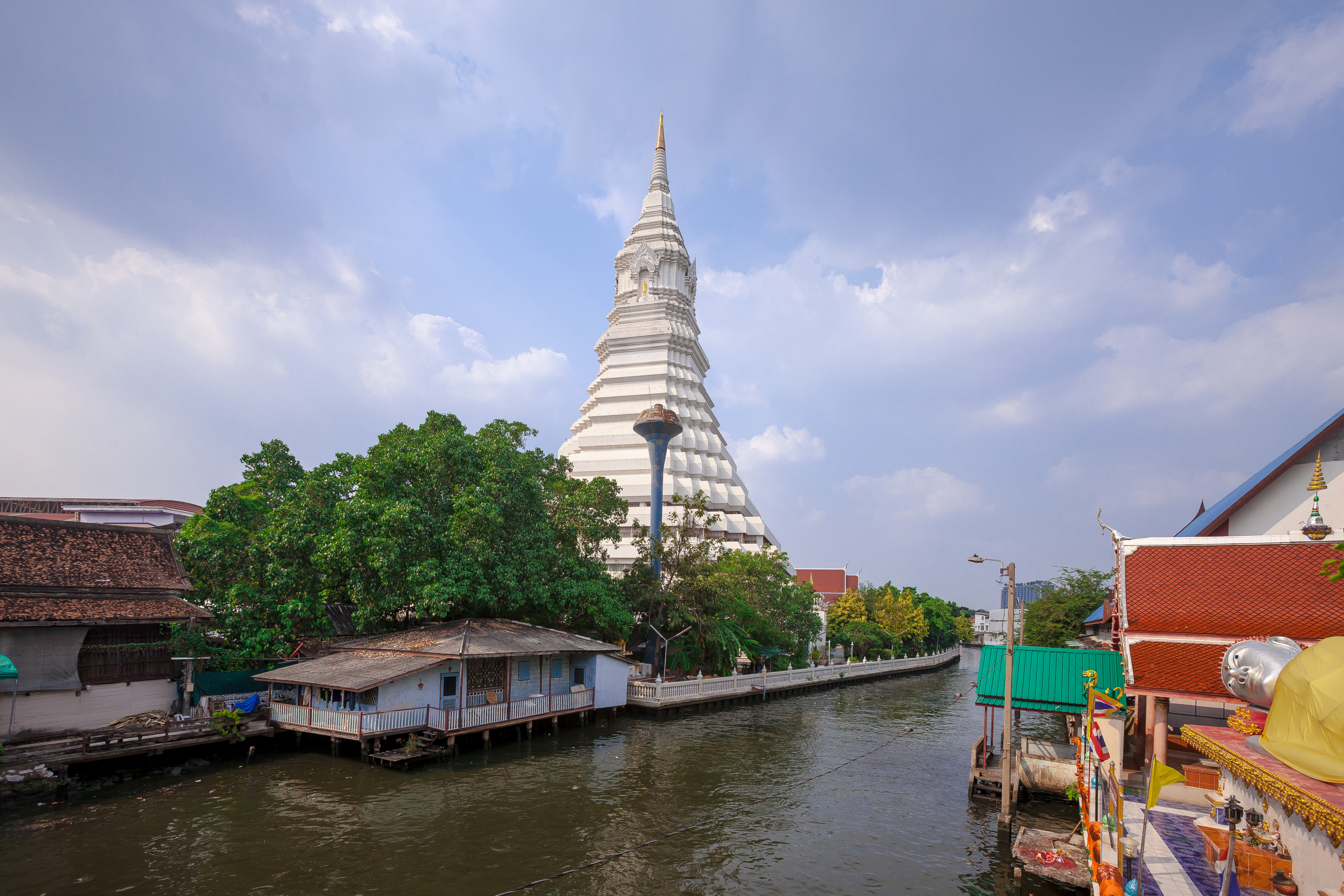
水門寺

水門寺（英語：Wat Paknam Bhasicharoen），或譯白榄寺、巴南寺，是一座位于泰國曼谷昭披耶河邊的佛寺。

## 歷史
由大城王朝皇室創建於1610年。

## 參觀
免費參觀。

## 脚注
1. ↑  Farmington Hills: Thomson-Gale. p. 831. ISBN 0-02-865720-9